# البساتين (دمنهور)
قرية البساتين هي إحدى القرى التابعة لمركز دمنهور في محافظة البحيرة في جمهورية مصر العربية. حسب إحصاءات سنة 2006، بلغ إجمالي السكان في البساتين 3765 نسمة، منهم 2004 رجل و1761 امرأة.